# François Fléhard
François Fléhard est un évêque catholique français, évêque de Grenoble de 1575 à 1606.

## Biographie
Il est le fils de Jean Fléard, Président unique de la Chambre des comptes du Parlement du Dauphiné et frère de Jean Fléard, son frère aîné, dernier Président unique et qui est reçu Premier président de la Chambre des comptes du Dauphiné le 20 décembre 1554. Ce dernier a résigné en faveur de son frère le 14 juin 1564. François Fléard a quitté sa charge de Premier président pour entrer dans l'état ecclésiastique.
Il a été nommé évêque de Grenoble par Henri III. Il a été un ardent partisan de la Ligue. C'est sous son épiscopat que le chef protestant Lesdiguières s'est emparé de la ville aux mains des catholiques en décembre 1590.

## Armoiries
Les armoiries de sa famille étaient : D’or au chevron d’azur chargé en chef d’un soleil d’or et en pointe de deux croissants d’argent.